# Danske Cirkusvenner
Danske Cirkusvenner er en dansk forening stiftet i 1992 under navnet Selskabets Barlys Venner. Foreningens formål er at udbrede interessen for cirkus og cirkushistorie, herunder at støtte Cirkusmuseet i Hvidovre.

## Historie
Et af foreningens mål var at bevare den enestående samling, der var skabt af den tidligere danske artist og jonglør, Ølund Barly (1917-1999). En lille lejlighed på Vesterbro i København var rammen for en omfangsrig samling af rekvisitter, fotos, kostumer, plakater og billeder fra cirkus-, artist- og gøglerverdenen. Samlingen blev blandt andet kendt gennem Kurt Møller Madsens Tv-udsendelser Cirkusklubben, der blev sendt i årene 1974-1979.
Foreningens mål blev virkeliggjort, da man i 2001 åbnede Cirkusmuseet i Hvidovre, der er det største af sin art i de nordiske lande. Museet drives i dag af Hvidovre kommune.
Baggrunden for museets enorme samlinger er, at København i mange år var centrum for artister og impresarier, der velvilligt skænkede Barly deres arkiver, når de standsede deres virksomhed. Ydermere fik Barly fik overdraget både store og mindre samlinger fra arvinger, der vidste at Barly ville passe godt på tingene. Barly glemte aldrig at fortælle, at uden sine artistkollegers hjælp, havde han ikke været i stand til at opbygge sin eventyrlige samling.

## Foreningen i dag
Danske Cirkusvenner har i dag til formål at udbrede interessen for cirkus og cirkushistorie, herunder at støtte Cirkusmuseet i Hvidovre.
Sammen med Cirkusmuseet udgiver Danske Cirkusvenner årsskriftet Cirkusbladet. Et antal gange om året udsender foreningen tillige det elektroniske nyhedsbrev CirkusPosten.
Medlemmerne inviteres til diverse arrangementer, herunder International Cirkusdag (World Circus Day), som holdes hvert år den 3. lørdag i april.
Danske Cirkusvenner er repræsenteret i bestyrelsen for Cirkusmuseet i Hvidovre og har et godt og tæt samarbejde med museet. Danske Cirkusvenner har også god kontakt til de danske cirkus.